# Камполонго Мађоре Форментон (Венеција)
Камполонго Мађоре Форментон (итал. Campolongo Maggiore Formenton) је насеље у Италији у округу Венеција, региону Венето.
Према процени из 2011. у насељу је живело 20 становника. Насеље се налази на надморској висини од 2 м.